# Pristimantis attenboroughi
Pristimantis attenboroughi es una especie de anfibio anuro de la familia Craugastoridae. Es endémica de los Andes peruanos y se ha registrado cerca del Bosque de protección Pui Pui. Es el primer anfibio que lleva el nombre de David Attenborough. Fue descubierto por Edgar Lehr y Rudolf von May durante un período de dos años de estudio de los bosques del Perú. La descripción de la especie se basó en 34 especímenes capturados en elevaciones de 3,400-3,936 m (11,155-12,913 pies) sobre el nivel del mar.

## Descripción

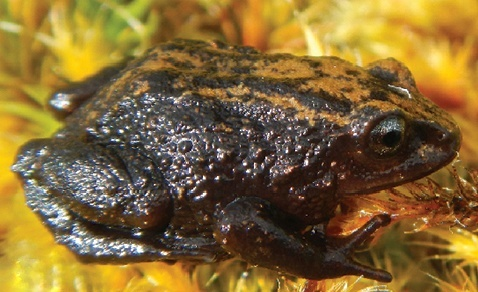
Pristimantis attenboroughi macho (vista lateral)

Los machos adultos miden de 15 a 19 mm (0.6-0.7 in) y las hembras adultas de 19 a 23 mm (0.7-0.9 in). El hocico es corto y redondeado. No hay tímpano presente. Las puntas de los dedos y los dedos del pie son estrechas y redondeadas, sin ranuras circunferenciales; no hay franjas laterales ni cintas. La coloración dorsal varía de gris pálido a marrón rojizo a oliva pardusco. Hay motas dispersas y a veces una marca escapular en forma de X. La mayoría de los especímenes tienen rayas de cantallo y franjas supratimpánicas de color marrón grisáceo oscuro. Los juveniles son más pálidos en coloración, de color amarillento a marrón rojizo, con manchas de color marrón oscuro contrastantes y rayas cantonales y suprampánicas distintas.
La reproducción ocurre por desarrollo directo, es decir, no hay una etapa de renacuajo de vida libre. El diámetro promedio del huevo es de 3.5 mm (0.14 in).

## Hábitat y conservación
P. attenboroughi habita en bosques montanos altos y pastizales altoandinos a 3,400-3,936 m sobre el nivel del mar, donde se encontraron especímenes que viven dentro de las almohadillas de musgo. 
Aunque esta especie podría calificar como "en peligro" o "vulnerable" debido a su pequeño alcance, la Unión Internacional para la Conservación de la Naturaleza (UICN) la calificó en 2018 como "casi amenazada". La categoría fue elegida porque se cree que la población general es estable, la especie es común y gran parte del rango conocido se encuentra dentro de un área protegida.